# Tervo
Tervo es un municipio de Finlandia ubicado en la región de Savonia del Norte.
En 2022, el municipio tenía una población de 1441 habitantes, de los que unos quinientos vivían en la capital municipal, Tervon kirkonkylä.
Comprende un conjunto de áreas rurales ubicadas unos 50 km al oeste de la capital regional Kuopio. Un tercio de la superficie del municipio está formada por agua, debido a la gran cantidad de lagos que alberga.

## Historia
Hasta principios del siglo XX era un terreno rústico perteneciente a la parroquia de Rautalampi. El área comenzó a desarrollarse a finales del siglo anterior, al construirse aquí el canal de Kolu, la vía navegable interior más larga de Finlandia. El actual municipio se fundó en 1926.